# Cascate d'Italia
Lista delle principali cascate d'Italia.

## Cascate naturali

### Italia settentrionale

#### Cascata Cenghen
Nel comune di Abbadia Lariana, nei pressi del borgo di Lierna risalente all'antica Roma (LC) si trova "l'Anello della Cascata Cenghen". Le cascate formano una piscina naturale circolare balneabile.

#### Le cascate di Stroppia

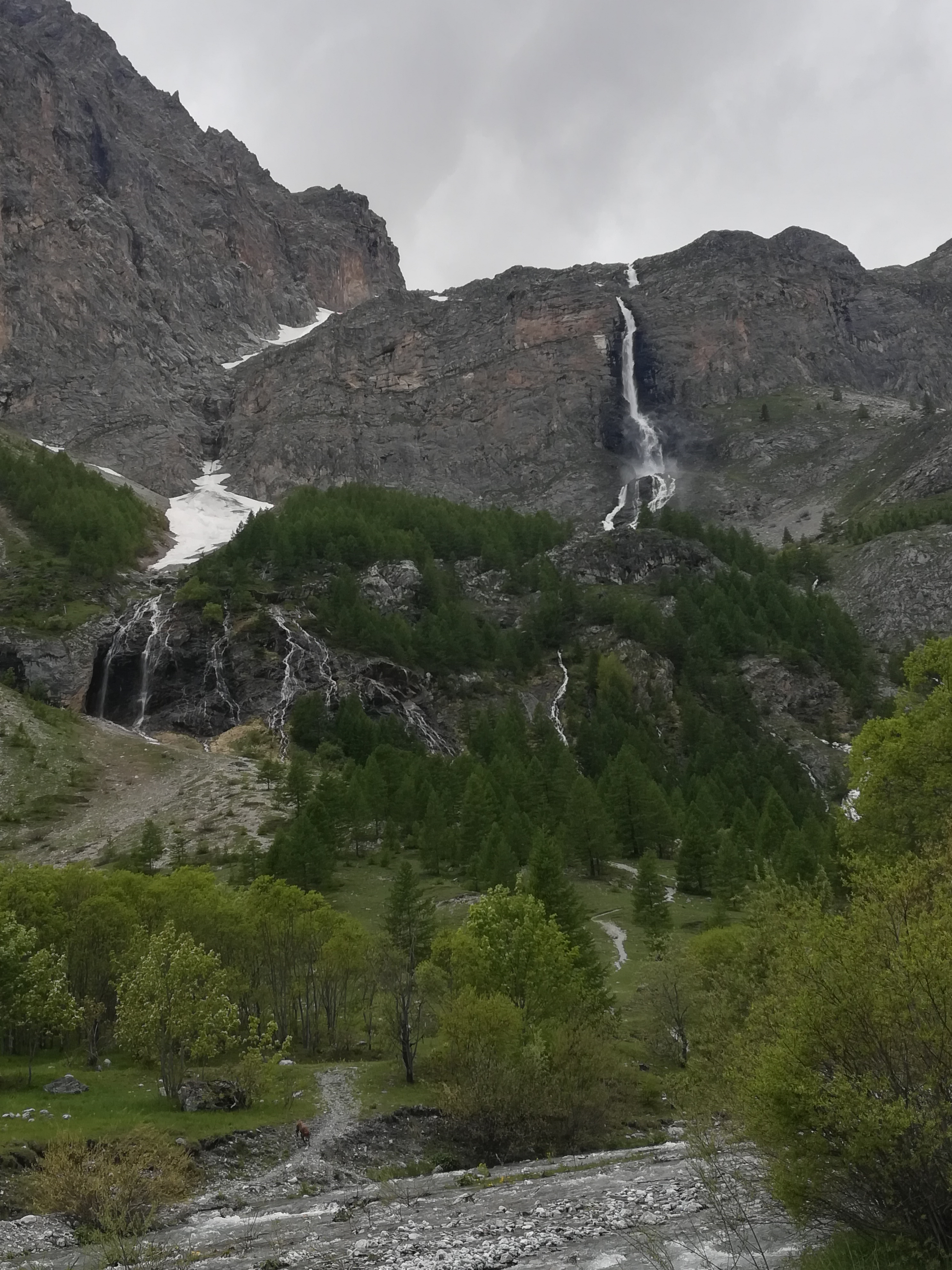
Le cascate di Stroppia

Le cascate di Stroppia hanno un salto impressionante di 500 metri (la metà del famoso Salto Angel), dalla valle chiamata Vallonasso, sino alla valle Maira. Questa misura fa di loro le più alte cascate d'italia. Le cascate sono visibili superando la località di Chiappera (Val Maira), in provincia di Cuneo, che si raggiunge poco dopo l'abitato di Saretto, entrambe frazioni del comune di Acceglio.
Risalendo il sentiero Icardi si passa vicino alle cascate, che possono così essere ammirate in tutta la loro bellezza.
Sono visibili anche effettuando escursioni o arrampicate alla vicina Rocca Provenzale. Poco conosciuta, è la più alta cascata d'Italia e tra le più alte d'Europa.

#### Cascate di Novalesa

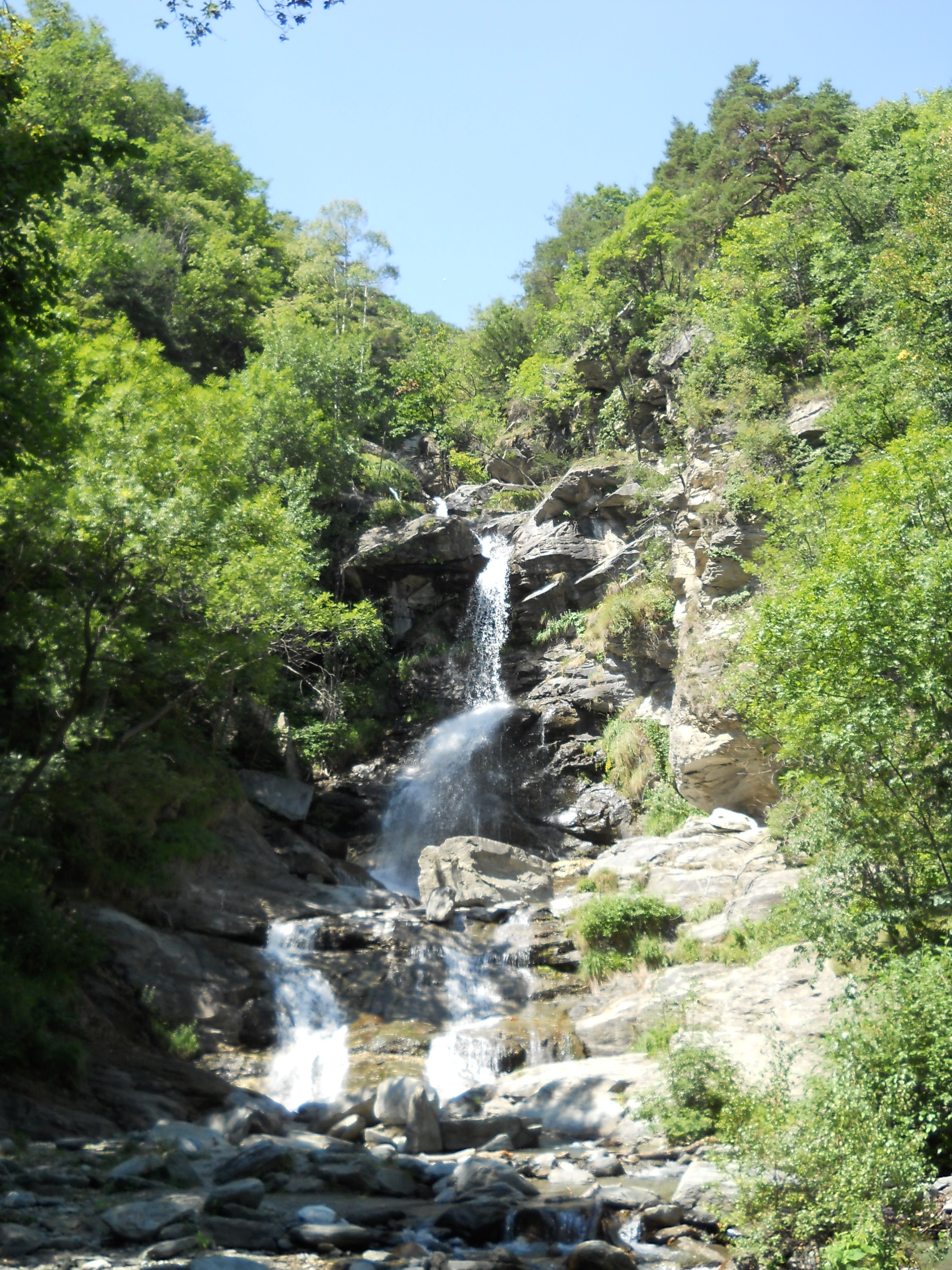
Novalesa: la cascata Coda di Cavallo.

In comune di Novalesa (TO) sono situate molte cascate piuttosto alte, delle quali almeno sei sono sempre visibili, anche nei periodi dell'anno più asciutti. Rilevanti sono quelle incise dal rio Claretto e dal torrente Marderello (entrambi affluenti del Cenischia), che d'inverno sono utilizzate dagli arrampicatori su ghiaccio. Data la quota non molto elevata (attorno ai mille metri) il ghiaccio si forma solo nei periodi più freddi dell'inverno. Le difficoltà tecniche dell'arrampicata non sono particolarmente elevate tranne che nel caso della cascata detta fungo magico. Da menzionare per la bellezza in particolari periodi dell'anno anche la cascata Coda di Cavallo.

#### Cascata di Planaval
La cascata di Planaval si trova in comune di Arvier in Valle d'Aosta, nel parco del Gran Paradiso.

#### Cascata del Toce
La cascata del Toce, con un salto di 143 metri, si trova in Val Formazza, in provincia di Verbania.

#### Cascate di Valganna

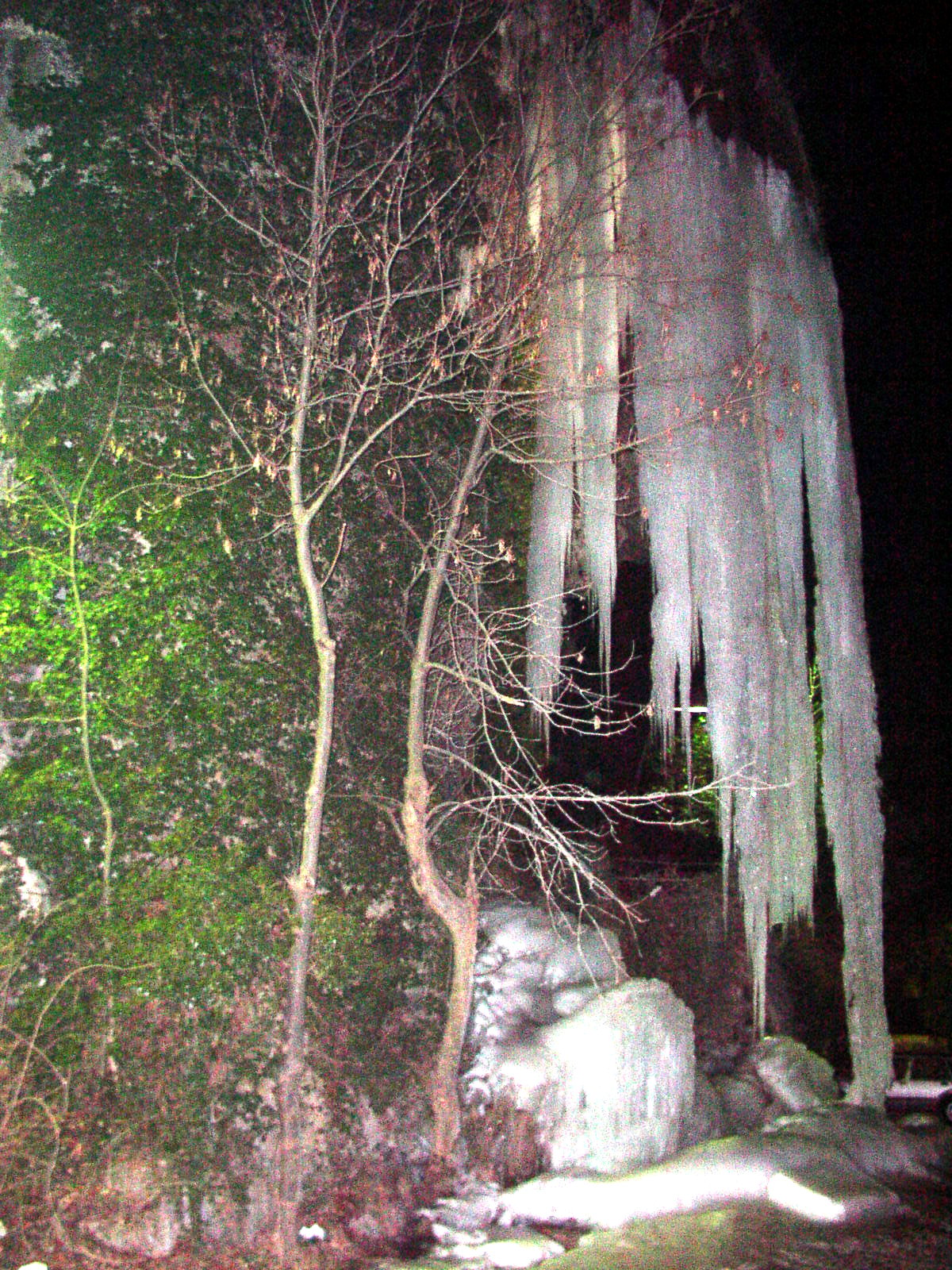
Le cascate di Valganna ghiacciate nell'inverno 2002

Le cascate di Valganna sono originate dal fiume Olona e si trovano in Valganna, nel comune di Induno Olona, in provincia di Varese. Dato che nelle acque dell'Olona sono presenti carbonati, sulle cascate è possibile ammirare il fenomeno del deposito del travertino. In inverno, a causa del clima rigido e dell'insolazione praticamente assente, sono spesso ghiacciate. La quota base della cascata è 613 m, mentre il salto è 20 m. Vicino alle cascate vi sono le altrettanto famose ed omonime grotte.

#### Cascate dell'Acqua Fraggia
Le cascate dell'Acqua Fraggia sono situate nel comune di Piuro e sono formate dall'omonimo torrente che nasce a quota 3050 m dal Pizzo di Lago. Il torrente circa mille metri a valle forma il Lago dell'Acqua Fraggia, detto comunemente "Lago".
Da lì si originano una sequenza di cadute d'acqua, di cui quelle più in basso (alte circa 150 m), con il loro doppio salto in parallelo costituiscono le più affascinanti. La discontinuità del percorso del torrente, frequentemente interrotto da salti, rapide e pozze, fa intuire la genesi del nome: dal latino "Acqua Fracta".
Le cascate gemelle, vista la loro scenograficità e singolarità, stupirono persino Leonardo da Vinci che "trovandosi a passare per Valle di Ciavenna" ne apprezzò il fascino selvaggio e le citò nel suo "Codice Atlantico": "Su per detto fiume (la Mera) si truova chadute di acqua di 400 braccia le quale fanno belvedere...".

#### Cascata di Pianazzo
La Cascata di Pianazzo si trova nella piccola omonima frazione del comune di Madesimo, sul Passo dello Spluga ed è formata dal torrente Scalcoggia, affluente del fiume Liro.
Con i suoi circa 180 m di salto è la maggiore della Valchiavenna. Alla sommità della cascata è stato ristrutturato di recente il belvedere accessibile dalla strada.
Questa maestosa cascata ha risentito in altezza e portata a causa dell'intervento strutturale volto a captare l'acqua del torrente Scalcoggia per l'utilizzo idroelettrico.
Prima della costruzione della briglia, la cascata di Pianazzo poteva vantare un'altezza complessiva verticale di 248 m e di circa 300 prendendola dal punto più elevato fino al punto in cui le sue acque si gettano nel fiume Liro. Essa era ritenuta dai visitatori dell'epoca una delle più spettacolari nell'arco alpino; infatti è stata riprodotta in numerosi dipinti e fotografie.

#### Le cascate del Serio

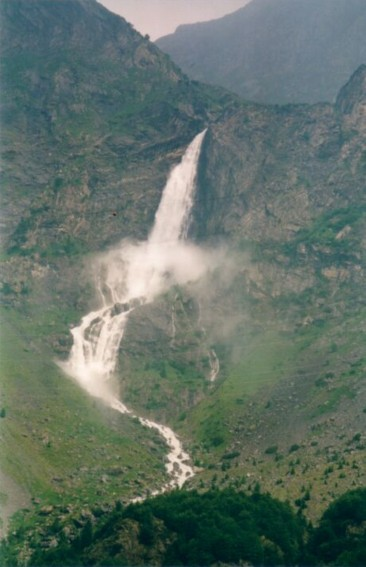
Cascata del Serio a Valbondione.

Le Cascate del Serio si trovano nel territorio comunale di Valbondione, nell'alta valle Seriana, in Provincia di Bergamo. Le cascate sono composte di un triplice salto di 166, 74 e 75 metri per complessivi 315 metri, che le collocano al secondo posto tra le cascate italiane e tra le prime cento in Europa. Le cascate, formate dal fiume Serio a pochi chilometri dalla sua sorgente, sono state di fatto chiuse nel 1931 con la costruzione della diga del Barbellino, formante l'omonimo lago artificiale (vedi Lago del Barbellino). Vengono aperte solo quattro o cinque volte all'anno, e questo in seguito ad un accordo tra Comune ed Enel. Nei restanti periodi è possibile vedere, talvolta, uno scarico di bassa portata, in base alle esigenze dell'invaso posto a monte.
Una leggenda narra che una dama, innamorata di un pastore del luogo e gelosa della sua fidanzata, fece rinchiudere la giovane in un castello e le lacrime della prigioniera divennero torrenti che crearono il salto.
Sono state descritte nel XIX secolo da Giovanni Maironi da Ponte, come "Il luogo in cui rifarsi delle tante amarezze della vita".

#### Cascate in Alto Adige
Dato il territorio montuoso delle Alpi dolomitiche, in Alto Adige si trovano numerose cascate, molto spettacolari, e rigorosamente naturali. Per le temperature critiche invernali, le cascate d'inverno, ghiacciandosi, diventano delle pareti verticali, che molti alpinisti sfidano a scalare.
Qui si può trovare un elenco delle più importanti cascate in Alto Adige.

#### Cascate del Varone
Le cascate del Varone si trovano nel comune di Tenno, in provincia di Trento, a 3 km da Riva del Garda. Hanno un'altezza di quasi 100 metri, e sono originate dal torrente Magnone, che scorre sotto la valletta di Ravizze e scende verso il lago di Garda. Le sue acque sono alimentate dalle perdite sotterranee del lago di Tenno che per un breve tratto si addentra nella montagna arrivando poi a formare la cascata. Il nome Varone invece ha origine proprio dalla cittadina Varone situata a poca distanza.

#### Cascata Radime
La cascata Radime si trova nel comune di Villa Santina, in Carnia, è alta 230 metri ed è visibile in caso di piogge o al disciogliersi delle nevi.

#### Cascate del Serpente
Situate nell'Appennino Ligure all'interno del Parco naturale regionale del Beigua, le cascate del Serpente sono un gruppo di cinque salti d'acqua formato dal rio Masone, un affluente della Stura di Ovada. A fianco delle cascate è presente una via ferrata che si snoda tra le pareti di serpentinoscisto al'interno delle quali scorre il torrente.

#### Cascate del Dardagna
Si trovano nell'alto appennino bolognese sul Torrente Dardagna, sotto il Corno alle Scale e sono costituite da tre ordini di salti per complessivi 200 m d'altezza che ne fanno una delle maggiori cascate italiane, anche se assai poco nota. L'acqua precipita in mezzo ai boschi fra ciclopici massi d'arenaria. Il regista Pupi Avati vi girò alcune scene del suo film Una gita scolastica. Hanno portate medie dell'ordine di 4 m3/s (circa il triplo in primavera) e sono sempre copiose anche in piena estate. Vi si accede con un sentiero dalla località Madonna dell'Acero, a circa 10 km dal Comune di Lizzano in Belvedere.

#### Cascata dell'Alferello

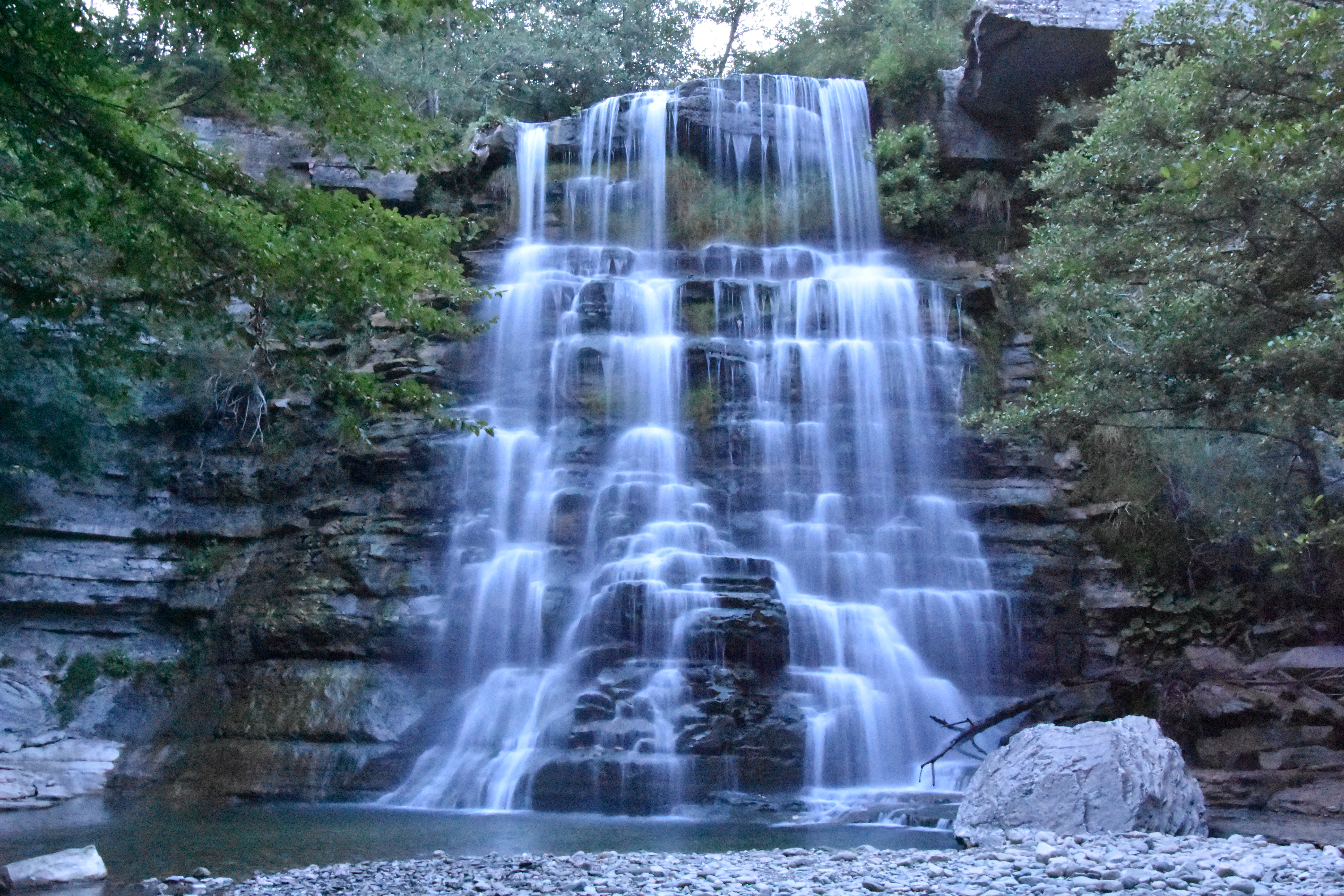
Cascata dell'Alferello a Alfero, Provincia di Forlì Cesena, Appennino Tosco-Romagnolo

Si trova nei pressi di Alfero, nell’Appennino Tosco Romagnolo, in provincia di Forlì-Cesena. Il torrente Alferello, che sorge nei pressi del Monte Fumaiolo, nella ripa della Moia, attraversa il paese di Alfero e a 2 km dal centro abitato forma questa cascata con un salto pari a circa 32 metri. La Cascata dell’Alferello, chiamata anche “Cascata di Alfero” o “Cascata delle trote”, si distingue non solo per le sue dimensioni ma anche per le caratteristiche geomorfologiche del territorio circostante e del torrente Alferello. Il territorio è dominato da “formazioni marnoso-arenacee”, composte da strati di arenaria, dura all'erosione, e di marna più friabile che è stata erosa nel corso dei secoli fino a formare l'attuale cascata. Il salto d’acqua crea alla base un’ampia vasca poco profonda che permette l’accesso alla doccia naturale. Da qui seguono una serie di marmitte di erosione che formano altre pozze; la più profonda di queste è chiamata “il pozzo” ed è balneabile.

### Italia peninsulare

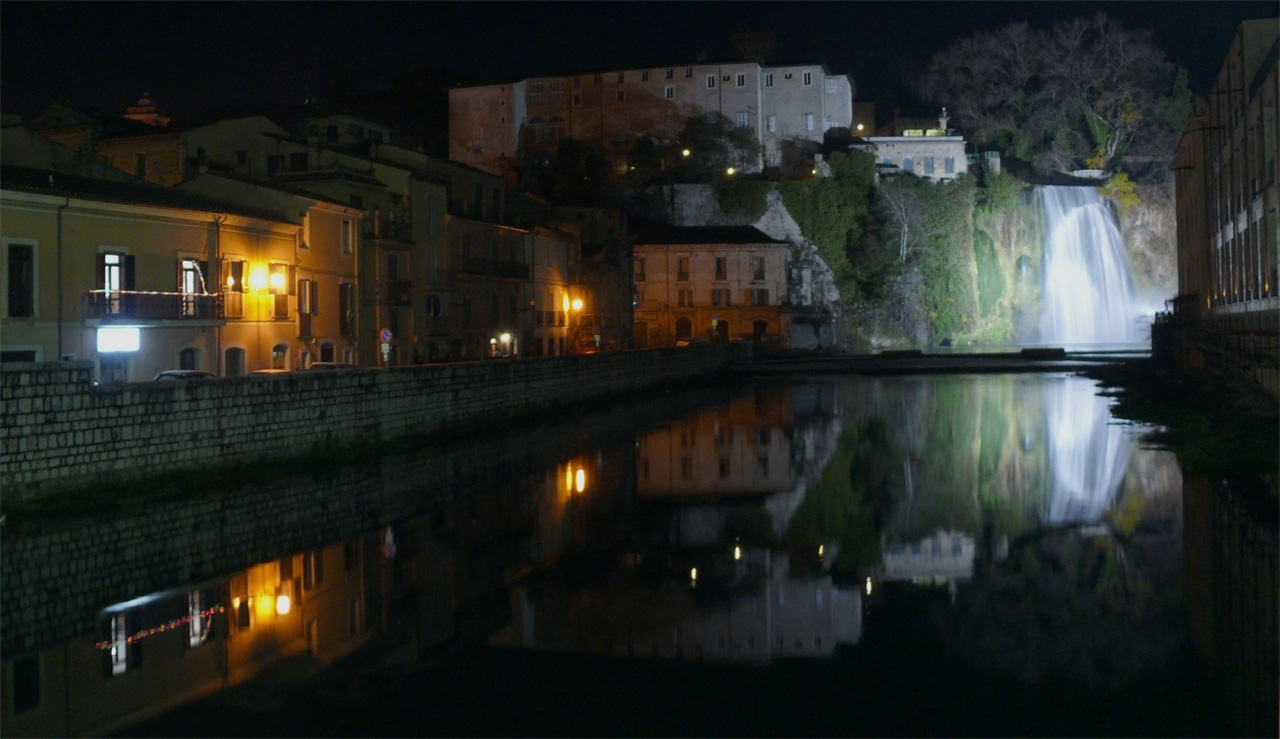
Cascata Grande - Isola del Liri.

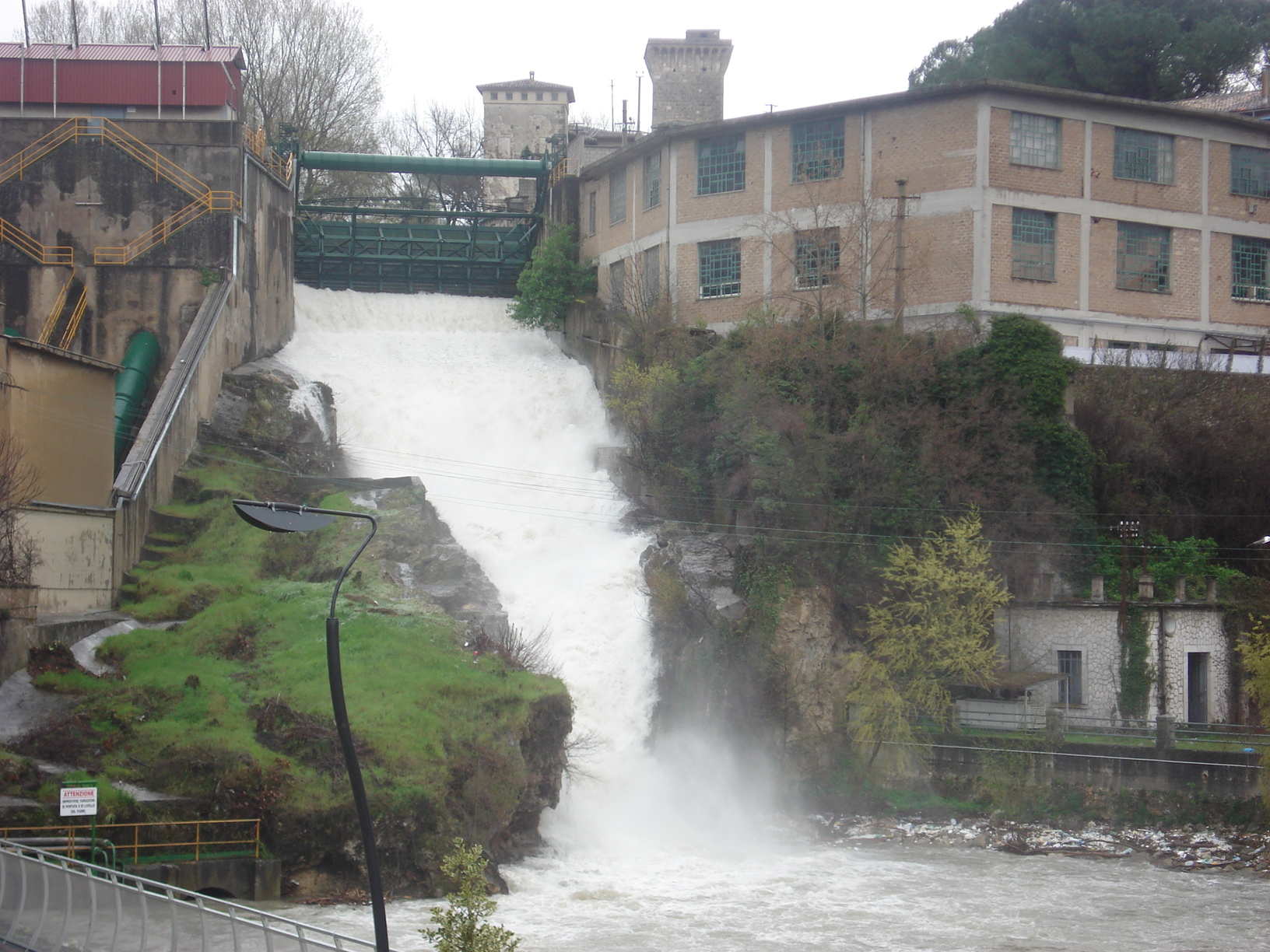
Cascata del Valcatoio - Isola del Liri.

#### Cascata del Sasso

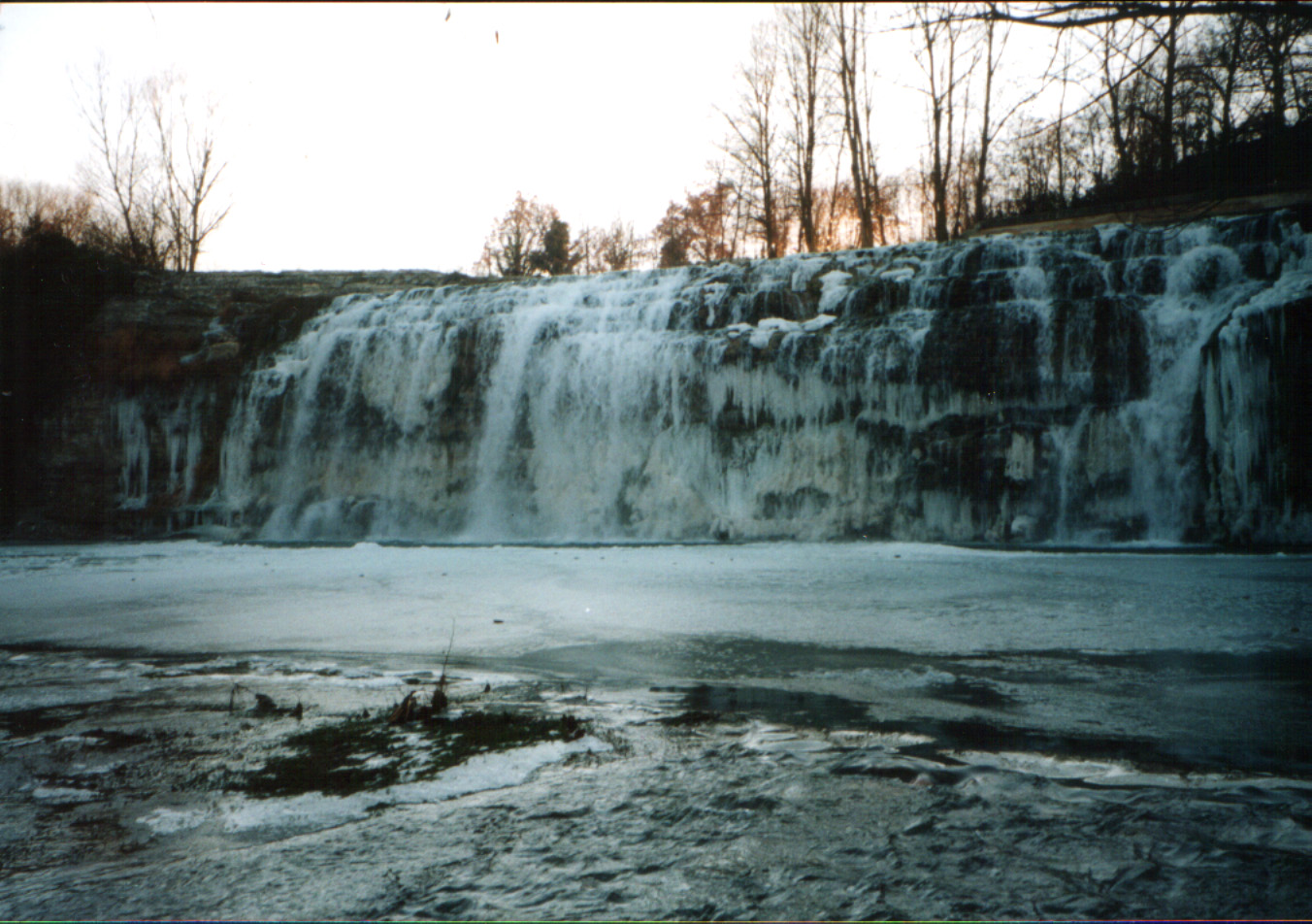
Cascata del Sasso, sul Metauro, a Sant'Angelo in Vado (PU), in abito invernale.

La Cascata del Sasso si trova nelle Marche in provincia di Pesaro-Urbino. Con un fronte di sessanta metri (cento metri da sponda a sponda) la Cascata del Sasso, a due passi da Sant'Angelo in Vado, costituisce uno scenario di grande suggestione. Da una altezza di dodici metri e mezzo (15 metri, dagli strati più arretrati), le acque del Metauro si gettano sugli strati scoscesi di calcare marnoso disposti a reggipoggio (cioè con immersione opposta rispetto a quella del pendio), dando luogo ad una cascata considerata tra le dieci più grandi d'Italia.
Tale biotopo particolare, è incluso nell'elenco delle bellezze naturali di cui all'art.1 della legge n.1497 del 29/06/1939 ed ha avuto l'apposizione del vincolo paesaggistico, comprese le aree circostanti con Decreto del Presidente della Giunta regionale delle Marche n. 273 del 9/12/1997.
Purtroppo il vincolo è venuto quando tutta l'area circostante era già appesantita dalla zona industriale confinante. Inoltre nel 1981 il Genio Civile di allora costruì un muro di calcestruzzo di contenimento con relativo belvedere, in sponda sinistra, senza alcun accorgimento di tutela visiva della balza.
Nella riva sinistra un antico mulino , non più in funzione, contribuisce ad esaltare la suggestione del paesaggio. Lo specchio d'acqua è circondato da una rigogliosa vegetazione di salici e pioppi. È possibile incontrare anche specie rare come il Martin Pescatore.

#### Cascate dei Monti della Laga
Sul versante orientale teramano dei Monti della Laga sono presenti diverse cascate (Valle delle Cento Cascate da Cesacastina di Crognaleto) alte alcune decine di metri altamente suggestive in primavera allo scioglimento delle nevi e ghiacciate d'inverno, la cascata della Cavata, poco distante dal Lago dell'Orso, quella della Morricana, raggiungibile in circa 2h dal Ceppo, della Prata e della Volpara a Umito, le Barche, le Scalette, l'Ortanza ad Amatrice.

#### Cascate del Vitello d'Oro
Situate nel territorio del comune di Farindola, sono considerate le cascate più alte e spettacolari del massiccio del Gran Sasso d'Italia, con un salto di circa 28 m.

#### Cascate di Zompo lo Schioppo
All'interno della Riserva naturale guidata Zompo lo Schioppo, nel territorio del comune di Morino, in Val Roveto, in provincia dell'Aquila vicino al confine con il Lazio, sono presenti le omonime cascate che raggiungono gli 80 metri di salto.

#### Cascate del Liri
Le cascate del Liri si trovano a Isola del Liri, comune laziale in provincia di Frosinone.
La Cascata Grande nasce dal braccio sinistro del fiume Liri: è larga circa 10 metri e compie un salto verticale di oltre 27 metri. Vanta la peculiarità di essere una delle rarissime cascate naturali situata nel centro storico di un paese. Nelle immediate prossimità del salto, spicca l'imponente Castello Boncompagni - Viscogliosi, edificato nell'Alto Medioevo poi diventato monumento nazionale.
La Cascata del Valcatoio nasce dal braccio destro del fiume Liri: il salto è irregolare e segue un pendio con un dislivello di oltre 27 metri. La forza delle sue acque è impiegata per alimentare una centrale idroelettrica.

#### Cascata delle Ninfe
La cascata delle Ninfe fa parte di una serie di cascate del torrente Scerta, tra cui anche la cascata delle tre cannelle, che si collocano all'interno del Parco Nazionale d'Abruzzo, precisamente nella Riserva Integrale della Camosciara, nel territorio del comune di Civitella Alfedena.
Cascate di Calabritto
Nel comune di Calabritto (Avellino) le 14 cascate formate dal rio Zagarone e dai suoi affluenti sono le più alte dell'Irpinia. La cascata del Rivezzuolo è alta 80 metri e si trova nei pressi del Piano di Grienzi, a 900 metri d'altezza. La cascata di Bard'natore è alta 70 metri e formata da cinque salti, nei pressi del Santuario della Madonna del Fiume, nel cuore del Parco Regionale dei Monti Picentini. La cascata del Tuorno, con i suoi quattro salti, è quella più conosciuta.

#### Cascate del Rio Verde

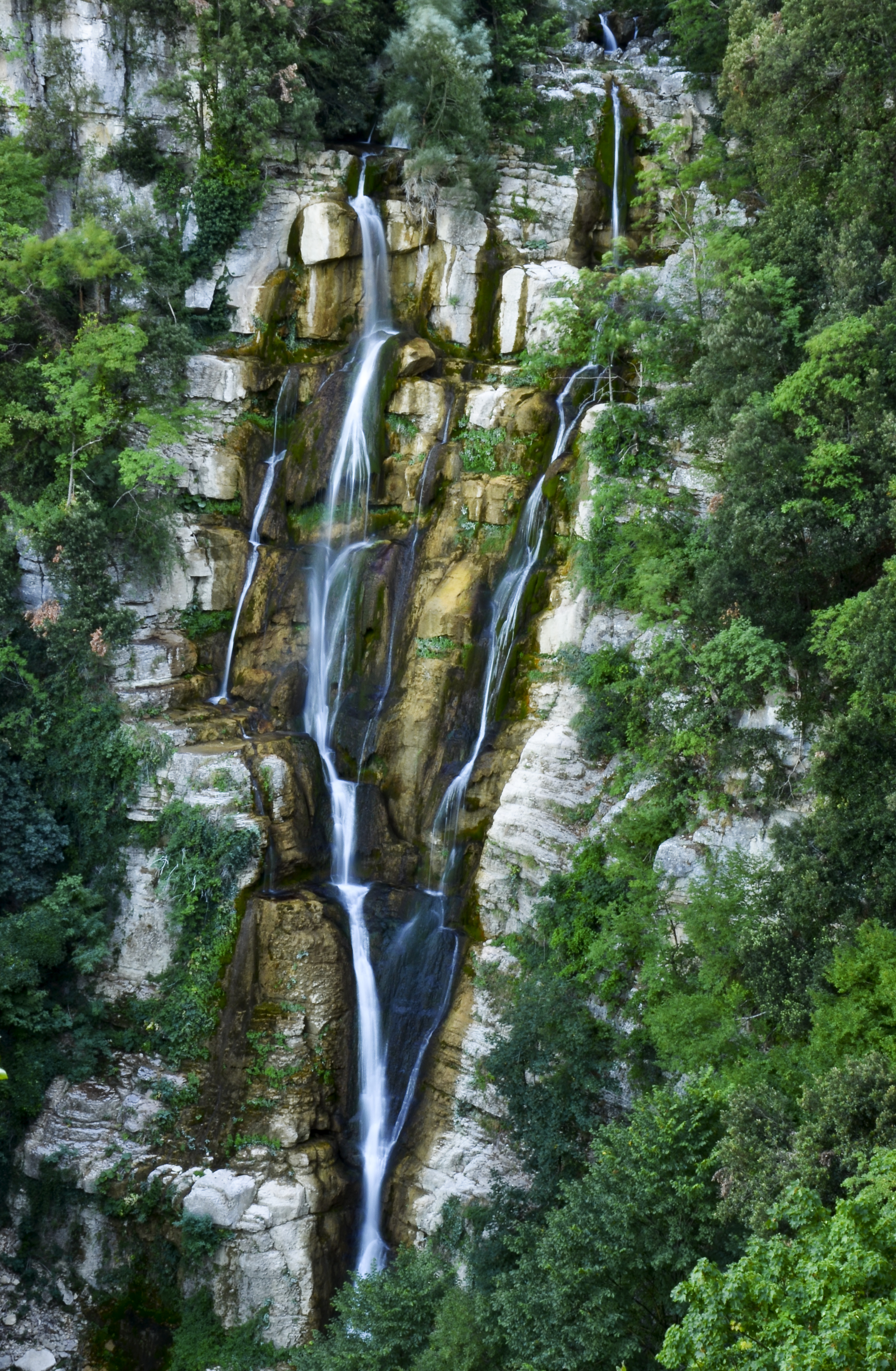
Riserva Naturale Regionale e Oasi WWF Cascate del Verde di Borrello (Chieti - Abruzzo - Italia).

Le Cascate del Rio Verde si trovano nel comune di Borrello in provincia di Chieti; situate all'interno di un'area protetta, la cascata è facilmente visitabile in quanto dal centro abitato di Borrello si arriva facilmente all'ingresso della Riserva Naturale Regionale e OASI WWF Cascate del Verde da dove partono i percorsi per poterla ammirare.
L'area delle cascate presenta interessanti caratteristiche microclimatiche, di vegetazione e fauna. Considerando che le Cascate del Serio sono ormai classificate come cascate artificiali in quanto aperte poche volte l'anno, le Cascate del Verde sono attualmente le seconde cascate naturali più alte d'Italia visibili tutto l'anno anche se con diversa portata a seconda delle stagioni o degli anni (se piovosi o se secchi).
La Riserva Cascate del Rio Verde rivela interessi naturalistici paesaggistici e scientifici. Il Rio Verde, nasce in località Quarto fra Abruzzo e Molise e dopo un breve percorso si congiunge al Sangro con un notevole dislivello che crea delle spettacolari cascate articolate in tre salti consecutivi di oltre 200 metri.
Queste cascate naturali sono di grande rilevanza scientifica, per posizione e per il microclima esistente. Sono le più alte dell'Appennino, seconde in Italia. Vengono alimentate da acque perenni anche se variabile nella portata durante l'anno. L'area, coperta da una rigogliosa vegetazione fra bastioni di roccia poderosi e pareti a strapiombo, si affaccia sul Sangro.
Le cascate si trovano in un ampio canyon destinato con il tempo a diventare sempre più profondo grazie all'azione erosiva dell'acqua.
Le pareti rocciose che circondano queste meravigliose e suggestive cascate sono coperte da una fitta vegetazione mediterranea, ma in alcuni versanti, in particolare nelle aree di forra, con un clima più fresco ed umido troviamo specie tipicamente montane, come il faggio e l'abete bianco.
Le acque del Rio Verde sono ricche di fauna Bentonica, cioè di insetti acquatici che rappresentano una delle principali risorse per altri animali.
Il merlo acquaiolo e la ballerina gialla sono sensibili all'inquinamento delle acque e specialmente dei corsi montani freschi e ricchi di ossigeno. Altri animali indicatori biologici sono i granchi di fiume, ed i gamberi di fiume, che qui rappresentano una delle popolazioni più consistenti. Non sono nemmeno da tralasciare l'importanza e la numerosa presenza della trota fario che ha caratteristiche genetiche pure del ceppo appenninico. Altre specie legate all'acqua sono gli anfibi: rane verdi e rana italica oltre ai rettili che vivono nelle aree circostanti le cascate. Molto interessante tra gli uccelli è la presenza dei rapaci: Poiana comune, Sparviero, Nibbio Reale, Falco Pellegrino e tra i notturni il Gufo comune.
Nei boschi circostanti vivono e si mimetizzano rari mammiferi come la puzzola ed il gatto selvatico.

#### Cascate di Maesano
Le cascate di Maesano, che si trovano lungo l'alto corso della Fiumara Amendolea in Aspromonte, in Calabria, sono composte di cinque salti, il più alto è di circa 26 metri. Altro itinerario forristico molto interessante nei pressi di Gambarie, sono le gole del S.Agata, con ingresso in località Croce di Romeo, in tutto sono nr. 5 cascate, la più alta è di circa 38 metri e dà accesso all'interno delle tortuose gole.
Cascate del Furria, all'interno delle sue strette gole, nei pressi dell'abitato antico e abbandonato di Roghudi, trovasi diverse cascate, tutte attrezzate con spit fix. la più alta è di circa 15 metri e dà accesso alle sue gole.

#### Cascate del San Leo
Le cascate del San Leo si trovano in Aspromonte orientale, un canyon particolarmente difficoltoso da effettuare sia in ingresso che in uscita dalla forra, esplorato nel 1998. Al suo interno si trovano 11 cascate, la più alta delle quali alta circa 38 metri. Negli anni a venire sono state migliorate le soste con spit - fix.

#### Cascata di Salino
La Cascata di Salino si trova nel territorio del Parco nazionale dell'Aspromonte. Anticamente lungo il torrente venivano messe a macerare il lino e la ginestra. Ai lati del torrente gli scalpellini lavoravano la pietra granitica per fare gradini e portali per le case e macine per mulini e frantoi. Alla fine del torrente appare la splendida cascata che scorre tra gole di roccia ferrosa che precipita con due salti dall'alto dei suoi 70 metri. Numerosi sono gli escursionisti durante l'anno.

#### Cascate dell'Aposcipo
Le cascate dell'Aposcipo, in Aspromonte, compiono un lungo, ininterrotto, salto di oltre 80 metri. Proseguendo nella discesa all'interno delle sue gole, altri salti minori di cui uno di oltre 35 m caratterizzate da profonde e scure pozze d'acqua.

#### Cascata del salto di Marmarico
Questa cascata si trova nell'alto corso della fiumara Stilaro, sul versante ionico delle Serre, in un punto del vallone Folea denominato "salto di Marmarico", che significa "lento" o "pesante", probabilmente dall'impressione che l'acqua, seppure in perenne caduta, sembri apparentemente formare dei filamenti immobili. Con i suoi 114 metri di altezza è la più alta dell'Appennino meridionale.

#### Cascate del Ferraina
Le cascate del Ferraina si trovano in Aspromonte. Sono caratterizzate nella parte alta denominata appunto contrada Ferraina, da una cascata di 28 metri, che si chiama, cascata delle Forgiarelle. Immediatamente segue uno scivolo di circa 45 metri. Se si continua la discesa con le corde, seguono diverse cascate di circa 45 metri, ed un salto di 70 metri circa.

#### Cascate della Butramo
Le cascate della Butramo si trovano in Aspromonte, in una delle gole fluviali più complesse e spettacolari d'Europa. Nella parte alta numerosi salti minori, fatta eccezione di uno scivolo di circa 38 metri. Nella parte bassa vi è una bella forra con divertenti scivoli e cascate, la più alta è di circa 16 metri. Numerosi affluenti laterali, tra cui il Campolico, una lunga e stretta gola con oltre 16 cascate, tutte attrezzate con spit fix. Le gole furono percorse in due giorni ed attrezzate con chiodi, nel 1996.

#### Cascate della fiumara di Girella
Le cascate della fiumara del Monte Girella hanno l'appellativo locale di "schioppo" a causa della "esplosione" nel vuoto che producono.

#### Cascate del torrente Barvi
La piccola valle del torrente Barvi, sul versante occidentale dell'Aspromonte, propone una fantasmagoria di salti d'acqua incastrati tra ripide pareti dove nasce la rara felce preistorica Woodwardia radicans.

### Sardegna

#### Cascate di Lecorci
Le cascate di Lecorci si trovano presso la località Sorgiulai e Mercudalè, nel comune di Ulassai, in Provincia di Nuoro in Sardegna. Le acque sgorgano da un lato basso della montagna del Tacco, provenienti dalle imponenti grotte di su Marmuri, scendono con diversi rivoli nella località Molinus-Comida-lecca sino ad incrociarsi dopo 3 km con le acque di un'altra cascata del medesimo paese: le Cascate di Lequarci, dopodiché scorrono impetuosamente per un ulteriore dislivello di 75 metri prima di riversarsi in piccoli laghi. Sono osservabili solo durante periodi di alta piovosità.

#### Cascata di Lequarci

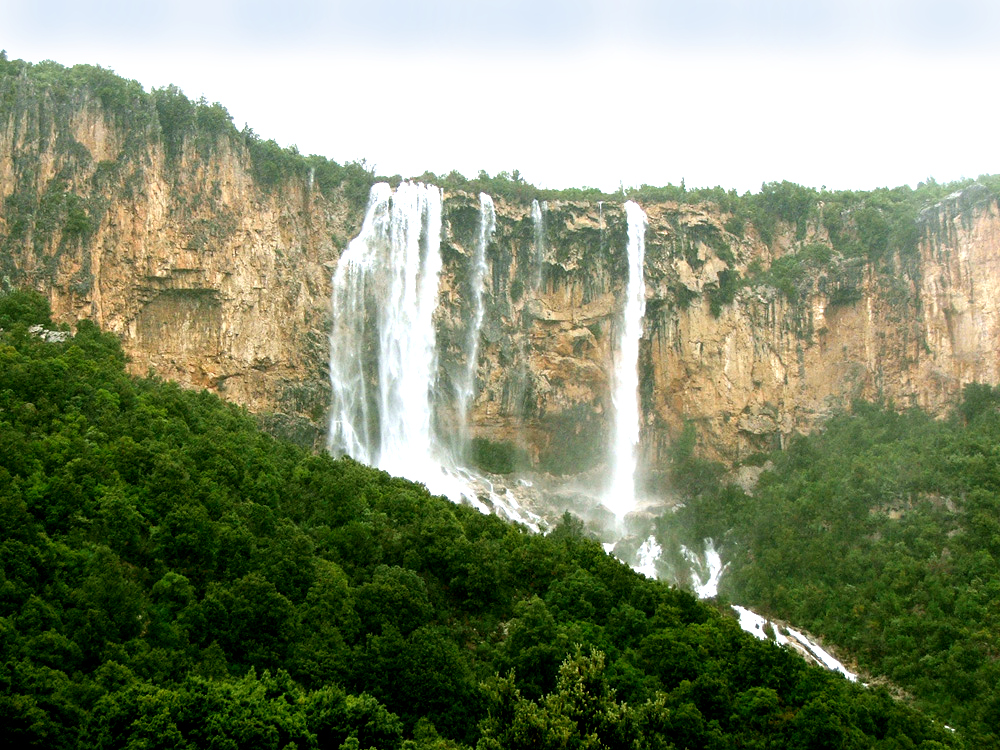
Le cascate di Lequarci, a Ulassai (NU), Sardegna

Le cascate di Lequarci si trovano presso località Santa Barbara, nel comune di Ulassai (NU), in Sardegna. Le acque del rio Lequarci, provenienti dall'altopiano di Baulassa, scendono con diversi rivoli da una falesia calcarea ad anfiteatro compiendo un salto di circa 50 metri (da 700 a 650 m s.l.m.) per una larghezza di circa 70 metri, dopodiché scorrono impetuosamente per un ulteriore dislivello di 75 metri prima di riversarsi in piccoli laghi. Si congiungono in località "s'isca e Perdu Tolu" con le acque di un'altra cascata imponente di Ulassai: la Cascate di Lecorci.

#### Cascata di Bacu sa Figu
La cascata di Bacu Sa Figu è nel canyon che si trova nel territorio di Talana in Ogliastra e può essere considerato una delle forre più selvagge della Sardegna. Il percorso completo, uno tra i trekking in Sardegna più interessanti, contempla 14 calate obbligatorie e presenta passaggi difficoltosi in cui esperienza e preparazione fisica sono fondamentali..

#### Cascata di Piscina Irgas
La cascata di Piscina Irgas (in base al nome presente nelle carte dell'Istituto Geografico Militare) o "Piscin'Irgas", si trova all'interno del massiccio del monte Linas in territorio di Villacidro presso il confine con il comune di Domusnovas. È formata dal rio Oridda che dall'altopiano omonimo si immette in una stretta gola, scavata nelle falde granitiche del monte Piscina Irgas con una serie di vasche e relativi piccoli salti. Il salto finale è di circa 45 metri su una scoscesa parete granitica.

#### Cascata di Spistiddatroxiu
La cascata di Spistiddatroxiu (in sardo luogo in cui ci si rompe l'osso del collo) si trova presso il complesso del monte Arcosu in Sardegna. È alta una trentina di metri ed è alimentata nei mesi invernali dal Rio Camboni.

#### Cascata di Muru Mannu
La cascata di Muru Mannu (in sardo grande muro) si trova all'interno del massiccio del Monte Linas in territorio di, Gonnosfanadiga quasi al confine con i territori di Domusnovas e Villacidro. È formata dal Canale Monincu che in più salti supera un dislivello complessivo di circa 100 metri. L'ultimo salto, alto 74 metri, si forma su una parete granitica quasi verticale, conformata ad anfiteatro. È la cascata più alta della Sardegna.

#### Cascata Sa spendula
La cascata Sa spendula (in sardo la cascata) si trova nel comune di Villacidro ad un chilometro dal centro abitato ed è l'ultimo dei tre salti che il rio Coxinas effettua passando dall'omonima altura nella piana sottostante. Dopo la cascata il corso d'acqua prende il nome di rio Seddanus.

#### Cascata di Capo Nieddu
La cascata a mare di Cabu Nieddu, localizzata nel territorio di Cuglieri, in provincia di Oristano, si getta direttamente in mare da una falesia basaltica di 40 metri di altezza. Le acque che alimentano la cascata sono quelle del rio Salighes.

## Cascate artificiali

### Cascate di Crosis
Le cascate di Crosis si trovano presso il comune di Tarcento e si possono raggiungere partendo dalla località di Zomeais. Il sentiero si snoda lungo il pendio del Monte Stella, attraverso un paesaggio che alterna colline e montagne, lungo il quale si incontrano alcune forre, una vecchia cava di pietra e i resti di un vecchio mulino. Il percorso costeggia, per un tratto, il corso del Torre, che porta ai piedi delle cascate. Il salto d'acqua è formato dal Torre in seguito alla costruzione di una diga, avvenuta nel 1901 , per lo sfruttamento idroelettrico di questo corso d'acqua. L'opera venne realizzata su un progetto di Arturo Malignani.

### Cascata delle Marmore

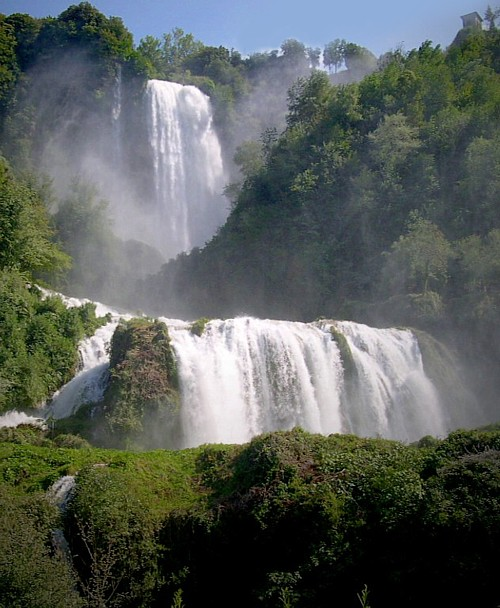
La cascata delle Marmore a piena portata, vista dal Belvedere Inferiore

La cascata delle Marmore è posta in Comune di Terni ed è alta complessivamente 165 metri, essendo costituita da tre salti successivi dei quali il primo è alto 120 metri. Si tratta di una cascata artificiale: la sua creazione avvenne per opera del console romano Manio Curio Dentato nel 271 a.C. al fine di bonificare la piana di Rieti prosciugando l'antico Lacus Velinus. Successivamente, dopo molte vicissitudini e modifiche avvenute nel corso dei secoli (conseguenti anche a lotte fra Ternani che, essendo a valle, erano investiti dalla massa delle acque in occasione delle piene del Velino, e Reatini che desideravano, invece, evitare i frequenti impaludamenti della piana reatina che non aveva adeguato sfogo delle sempre copiose acque del Velino), si è pervenuti all'aspetto attuale. Le acque della cascata delle Marmore (con portate minime di 30 m3/s, medie di 60 m3/s e massime di 300 m3/s) si riversano nel fiume Nera che, dopo aver attraversato Terni, confluisce, nei pressi di Orte, nel fiume Tevere.
Dall'inizio del XX secolo la cascata viene utilizzata per produrre e fornire energia elettrica alle industrie siderurgiche ternane.

### Grande Cascata di Tivoli
La Grande Cascata dell'Aniene a Tivoli, è una imponente cascata artificiale fatta realizzare nel 1826 da papa Gregorio XVI, dopo una grande inondazione che colpì la città di Tivoli. Coi suoi 120 metri d'altezza è una delle cascate più alte d'Italia e fa parte della cornice di Villa Gregoriana.

### Cascata Monumentale di Santa Maria di Leuca

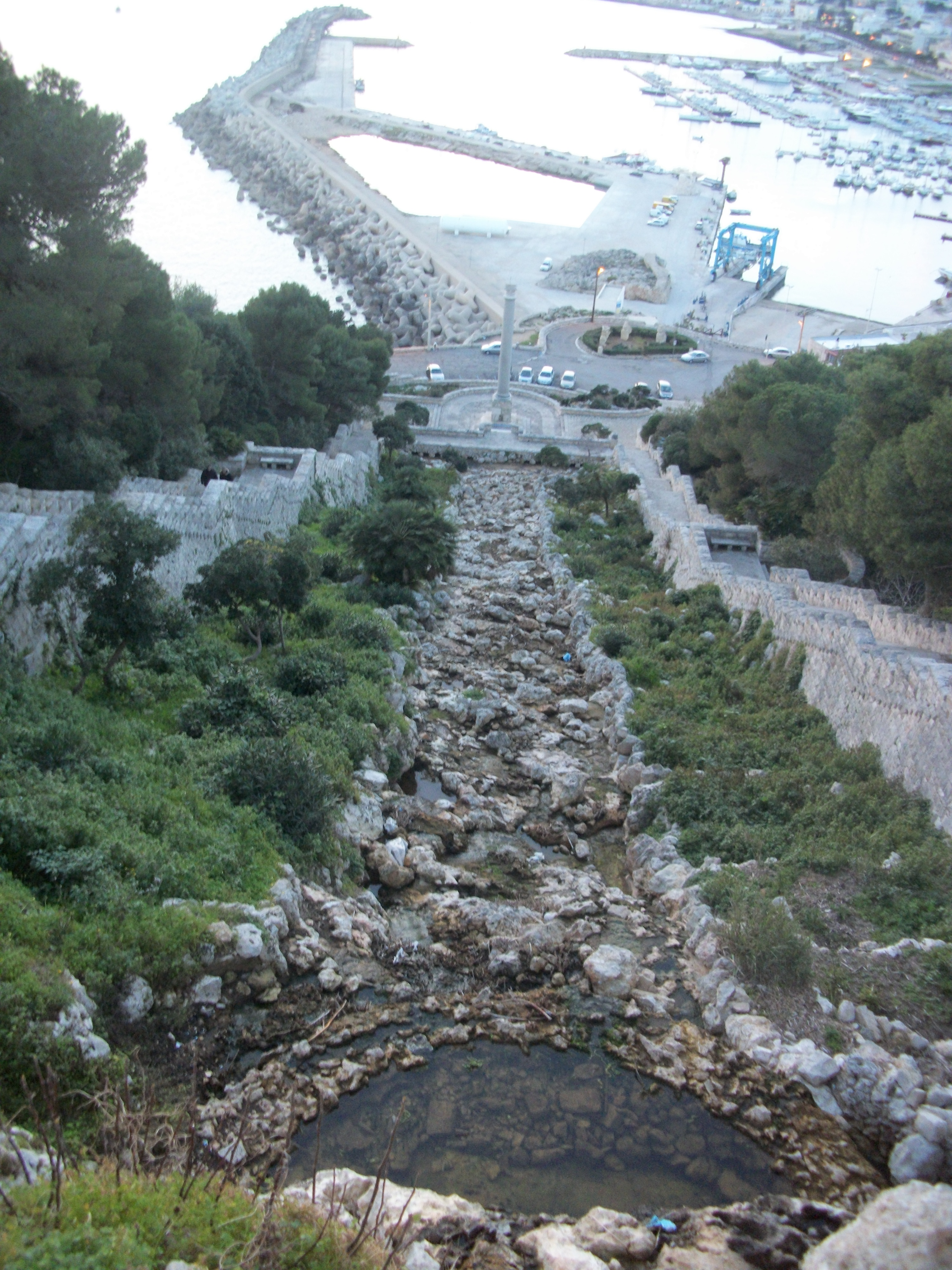
La scalinata monumentale posta alla fine dell'acquedotto a Leuca

La cascata monumentale di Santa Maria di Leuca si trova nel punto in cui termina il lungo percorso dell'Acquedotto Pugliese. La caduta d'acqua artificiale è delimitata ai lati da due gradinate.